# Reinhold Otto (Politiker, 1863)
Reinhold Otto (* 16. Oktober 1863 in Halberstadt; † 17. März 1930 in Berlin) war ein deutscher Pädagoge und liberaler Bildungspolitiker.

## Leben und Wirken
Otto besuchte nach der Seminarübungsschule die Präparandenanstalt und absolvierte im Anschluss das Lehrerseminar. Er war zunächst Lehrer in Brandenburg und ab 1889 in Charlottenburg. Im Jahr 1894 wurde er Vorstandsmitglied des Charlottenburger Lehrervereins. Später wurde er bis 1906 dessen Vorsitzender. Im Jahr 1896 wurde er auch Vorstandsmitglied des Brandenburgischen Provinzial-Lehrerverbands. Im Jahr 1907 wurde Otto zum Vorsitzenden des Verbandes mit mehr als 10.000 Mitgliedern gewählt. Otto war auch Redakteur des vom Verein herausgegebenen Blattes „Preußische Schulzeitung.“ Er wurde später zum Ehrenvorsitzenden des Lehrerverbandes der Provinz Brandenburg ernannt.
Im Jahr 1893 wurde Otto zum Stadtverordneten von Charlottenburg gewählt. Zeitweise war er in der Folgezeit Stadtverordnetenvorsteher. Aus der pädagogischen Praxis gab er wichtige Impulse für die städtische Schuldeputation. Otto war im Kaiserreich von 1913 bis 1918 Mitglied des Preußischen Abgeordnetenhauses für die Freisinnige Volkspartei als Vertreter des Wahlkreises Regierungsbezirk Potsdam 10 (Stadtkreis Charlottenburg). Von 1919 bis 1921 gehörte er für die Deutsche Demokratische Partei (DDP) der Verfassungsgebenden Landesversammlung Preußens an. Von 1921 bis zu seinem Tode war er Abgeordneter des Preußischen Landtages. Im Parlament vertrat er den Wahlkreis 3 (Potsdam II).
Im Jahr 1921 wurde Otto auch Stadtschulrat und 1926 wurde er stellvertretender Bürgermeister von Charlottenburg. Unter anderem ist in Charlottenburg-Wilmersdorf die Reinhold-Otto-Grundschule in der Leistikowstraße nach ihm benannt.